# Ècnomos
Ècnomos (en grec antic Ἔκνομος 'Eknomos') és un turó de la costa sud de Sicília entre Agrigent i Gela, a la desembocadura del riu Himera (avui Salso). Segons Diodor de Sicília, el tirà Falaris tenia un castell dalt del turó on hi guardava el famós Bou de bronze, i el turó va prendre el nom de Falaris.
Plutarc diu que els cartaginesos el van fortificar durant la seva guerra contra Agàtocles. L'any 311 aC va ser el teatre d'una gran derrota del tirà siracusà que havia pres posicions a un turó a l'altre costat de riu anomenat també Falaris, segons explica Diodor, que descriu amb gran precisió geogràfica la posició dels exèrcits cartaginesos manats per Amílcar al costat mateix d'Ècnomos, a la riba dreta de l'Himera, i els d'Agàtocles, situats en un turó a l'altra banda del riu on hi havia també un lloc fortificat.
L'any 256 aC la flota romana de Luci Mali i Marc Atili Règul es va aturar al lloc per recollir a les forces d'infanteria que marxaven cap Àfrica i eren acampades al turó.
A la seva rodalia hi ha actualment la ciutat de Licata i el turó es diu Monte di Licata. Les restes d'una ciutat a la vora del turó són les de Finties, fundada per un tirà agrigentí que tenia aquest nom, Fínties, cap a l'any 280 aC.